# مركز الثقافة والنور (غزة)
مركز الثقافة والنور (غزة) هو مكتبة عامة من المكتبات الرائدة في حي الرمال بمدينة غزة، تأسست المكتبة عام 1967، وتعتبر من أوائل المكتبات العامة التي أُنشئت في القطاع بعد حرب عام 1967، وتعتبر من أبرز المؤسسات الثقافية في المدينة.

## التأسيس والموقع
تأسست المكتبة عام 1967، بعد فترة قصيرة من حرب 1967، لتكون أول مكتبة عامة تُنشأ في قطاع غزة بعد الحرب. تقع المكتبة في شارع الشرطة، بالقرب من مدينة عرفات للشرطة في حي الرمال.

## الأضرار والاستهداف في الحرب
في الأشهر الأولى من الحرب على قطاع غزة عام 2023، تعرضت مكتبة مركز الثقافة والنور لقصف من قوات الاحتلال الإسرائيلي، مما أدى إلى تدمير المبنى.

## الأهداف
يهدف المركز إلى توفير بيئة تعليمية وثقافية للمجتمع المحلي، من خلال تقديم خدمات المطالعة والإعارة، وتنظيم الفعاليات الثقافية، والمعارض، والندوات. تسعى المكتبة إلى تعزيز الوعي الثقافي والمعرفي بين فئات المجتمع.

## الأهمية الثقافية
يُعتبر المركز من المعالم الثقافية البارزة في غزة، حيث ساهم في إثراء الحياة الثقافية والتعليمية في القطاع.